# مصنع جعة دوبويسون
مصنع جعة دوبويسون Dubuisson Brewery هو مصنع جعة بلجيكي تأسس عام 1769 في بيبيه في مقاطعة هينو في بلجيكا. ويصنع واحدة من أقوى أنواع البيرة في بلجيكا باسم بوش أمبري بنسبة 12% من الكحول. 